# Jacques Meslier
Pour les articles homonymes, voir Meslier.
Jacques Meslier, né le 3 mai 1928 à Saïgon et mort le 25 janvier 2014 à Vannes, est un nageur et joueur français de water-polo, devenu par la suite entraîneur de natation.

## Carrière
Il est licencié au Cercle Sportif Saïgonais avant de s'installer en métropole en 1946, et intègre le Paris université club avec lequel il compte quatre podiums aux Championnats de France de natation (2e du 4x100 mètres nage libre en 1947, 3e du 4x100 mètres nage libre en 1948 et 1949, 3e du 3x100 mètres 3 nages en 1949). Il rejoint en 1950 le Racing Club de France, où il remporte le titre de champion de France de water-polo en 1951 et en 1955 et est sacré champion de France du 4 x 100 m nage libre en 1954 et du 10 x 100 m nage libre en 1951 et 1952.
Il fait partie de l'équipe de France de water-polo de 1954 à 1963, participant à plusieurs compétitions internationales ; il est éliminé au premier tour du Championnat d'Europe de water-polo masculin 1954 à Turin, remporte la médaille d'argent aux Jeux méditerranéens de 1955 à Barcelone et est éliminé en phase de groupes des Jeux olympiques d'été de 1960 à Rome.

## Famille
Jacques Meslier se marie avec la nageuse Yvonne Piacentini dans les années 1950, avec laquelle il a six enfants (Marc, Franck, Marie-Laure, Yann, Anne-Isabelle et Elen), dont trois deviendront internationaux (Franck, Yann et Marie-Laure). Il a notamment entraîné sa belle-sœur Rosy Piacentini.